# Dejan Milosavljev
Dejan Milosavljev (født 16. marts 1996) er en serbisk håndboldspiller, som spiller i Füchse Berlin og for Serbiens herrehåndboldlandshold.